# Guldborgsundlisten
Guldborgsundlisten (G) eller (L), tidligere Nyt Nykøbing Falster og Nyt Guldborgsund, er en forening/lokalliste i Guldborgsund Kommune der arbejder tværpolitisk og midtsøgende for at gøre kommunen endnu mere attraktiv.
Listen er i kommunalrådsperioden 1. januar 2018 - 31. december 2021 det største parti i Guldborgsund Kommunes Kommunalbestyrelse.
Guldborgsundlistens John Brædder har været borgmester i kommunen fra 2010-2021.
Ved valget i 2017 fik partiet over 33% af alle stemmerne i kommunen, og blev dermed den lokalliste med den højeste stemmeandel i hele landet. Ved kommunalvalget i 2021 tabte partiet to mandater, og borgmesterposten overgik til Simon Hansen fra socialdemokraterne.

## Valghistorik
Kommunalvalg
I 2001 stillede listen op i Nykøbing Falster Kommune. Pga. Strukturreformen af 2007 har listen siden 2005 været opstillet i Guldborgsund Kommune. 
| Valg | Stemmer | Stemmer | Mandater |
| Valg | #       | %       | Mandater |
| ---- | ------- | ------- | -------- |
| 2001 | 6.345   | 37,36   | 9 / 21   |
| 2005 | 6.044   | 16,7    | 5 / 29   |
| 2009 | 3.576   | 10,7    | 4 / 29   |
| 2013 | 6.573   | 18,1    | 6 / 29   |
| 2017 | 11.727  | 33,1    | 11 / 29  |
| 2021 | 7.344   | 22,2    | 7 / 29   |